# تی-موبایل یواس
تی-موبایل یواس (به انگلیسی: T-Mobile US) شرکت مخابرات آلمانی است، که در زمینه ارائه خدمات تلفن همراه، مخابرات بی‌سیم، شبکه‌های سلولی و شبکه‌های بی‌سیم پهن‌باند فعالیت می‌کند.
ریشه‌های تأسیس این شرکت به سال ۱۹۹۴ بازمی‌گردد، که شرکت وویس‌استریم وایرلس به‌عنوان یک شرکت تابعه از وسترن وایرلس کورپوریشن راه‌اندازی شد. در سال ۲۰۰۱ وویس‌استریم توسط شرکت دویچه تلکوم به ارزش ۳۵ میلیارد دلار خریداری شد. در اواخر سال ۲۰۰۱ دویچه تلکوم اقدام به خریداری شرکت پاورتل به ارزش ۲۴ میلیارد دلار نمود، سپس در سال ۲۰۰۲ هر دو شرکت را در یکدیگر ادغام کرد، که در پی آن شرکت تی-موبایل یواس به‌عنوان بخش ایالات متحده آمریکا شرکت تی-موبایل تأسیس گردید.
دفتر مرکزی این شرکت در شهر بلویو، ایالت واشینگتن قرار دارد و بخشی از سهام آن در بازار بورس نیویورک معامله می‌شود و بخشی از شاخص نزدک-۱۰۰ بشمار می‌آید.